# بليس مزرق
البليس المزرق (باللاتينية: Bellis caerulescens) نوع نباتي يتبع جنس البليس من الفصيلة النجمية.

## الموئل والانتشار
موطنه المغرب العربي.